# Hogna principum
Hogna principum là một loài nhện trong họ Lycosidae.
Loài này thuộc chi Hogna. Hogna principum được Eugène Simon miêu tả năm 1910.